# Рат Сицилијанске вечерње
Рат сицилијанског вечерња  (1282—1302) представља рат који је започео 1282. побуном (званом Сицилијанско вечерње) против Карла I Анжујца, а завршио је 1302. миром у Калтабелоти. Рат се одигравао на Сицилији, Каталонији и још неким деловима западног Медитерана. С једне стране у рату је учествовао краљ Арагона, а са друге стране Карло I Анжујац, његов син Карло II Напуљски, краљеви Француске и папа.

## Позадина Сицилијанске вечерње
На ускршњи понедељак 30. марта 1282. у једној цркви на периферији Палерма управо током вечерње молитве започела је побуна названа Сицилијанско вечерње. Тачни догађаји који су довели до Вечерња нису најбоље познати, али сви различити описи тога догађаја спомињу да су Французи напастовали или провоцирали сицилијанске жене. Тај догађај је разљутио Сицилијанце, који су после тога током 6 седмица побили 4.000 Француза на Сицилији. У то време краљ Сицилије је био Карло I Анжујац, који је владао Сицилијом уз помоћ Француза, на које је народ Сицилије био веома киван. Французи су били озлоглашени, јер су лоше поступали са локалним становништвом. Народ је поштедео само неколико Француза, који су били познати по добром понашању.
Месина се задња побунила 28. априла 1282. Побуну су потпиривали и представници Педра III Арагонског као наследника Манфреда Сицилијанског. Педро III Арагонски је бесуспешно покушао да добије подршку Византије.

## Арагонска инвазија Италије
Убрзо после побуне, Сицилијанци се обраћају Педру III од Арагона да им помогне да се ослободе француске власти, оличене у Анжујцима. При томе му нуде круну Сицилије, што је Педро прихватио. Папа Мартин одбија да помогне Сицилијанцима, а побуњенике је чак екскомуницирао.
Карло I Анжујац је прикупио војску у Калабрији, искрцао се крај Месине и започео опсаду. Петар III Арагонски се искрцао 30. августа 1282. крај Трапана и умарширао је у Палермо, а 4. септембра прихваћен је од Сицилијанаца као владар. До краја октобра протерали су снаге Карла Анжујца. Папа је на то екскомуницирао арагонског краља Педра III Арагонског и лишио га краљевства.
Педро се искрцава у Калабрији, где до фебруара 1283. заузима већину калабријске обале. Карло I Анжујац је био очајан па је понудио Педру Арагонском да реше сукоб двобојем њих двојице. Педро Арагонски је то прихватио. Дуел је био предвиђен за 1. јун у Бордоу, а судија је требало да буде енглески краљ Едвард I. Едвард I је одбио да учествује у свему томе, тако да се двобој никад није одржао. Педро III Арагонски се због невоља у Арагону вратио у Шпанију, оставивши представнике да управљају Сицилијом у његово име.
Док је Педро III Арагонски био у Шпанији каталонски адмирал Руђер де Љурија је наставио са ратом на југу Италије. Јаком флотом разарао је калабријску обалу. Руђер де Љурија је заузео Малту и победио је анжујско-провансалску флоту у бици код Малте.
Руђер је затим уништио готово целу анжујску флоту. Карло II Напуљски је заробљен заједно са 42 брода. Карло I Анжујац је умро 1285, а рат у Италији је убрзо заустављен, јер су недостајале вође. Иако му је главни противник Карло II Напуљски био заробљен, Педро Арагонски се суочавао са новом претњом - Арагонским крсташким ратом.

## Арагонски крсташки рат
Папа Мартин је 1284. предао краљевство Арагон Карлу III Валоа, брату француског престолонаследника Филипа IV Лепог и нећаку Карла I Анжујца. При томе је папа позвао у крсташки рат против Арагона.
Педро III Арагонски је већ имао домаће немире и пре тога папина позива, а морао је консолидовати редове пре француских напада. Престолонаследник Француске Филип IV Лепи је у то доба био краљ Наваре и претио је инвазијом Арагона.
Брат Педра III Арагонског придружио се Французима. Држао је важне територије између Арагона и француских вазалних поседа. Најзначајнији посед је била грофовија Русијон. Током 1284. велика француска армија вод вођством краља Филипа III Храброг улази у Русијон. Војска се састојала од 16.000 коњаника, 17. 000 стрелаца и 100.000 пешака. Међутим локално становништво је било против Француза, задавши им доста муке да их савладају.
Током 1285. француске снаге су опет напредовале, тако да је Карло III Валуа крунисан, али не са правом круном, него са кардиналским шеширом. Из Италије се вратио Руђер де Љурија уништивши француску флоту. Француска војска је била тешко погођена епидемијом дизентерије. Чак се и наследник француског престола, Филип IV Лепи разболео. Французи су били принуђени да преговарају о слободном проласку краљевске породице преко Пиринеја. Краљевска породица је добила слободан пролаз, а француска војска није, па је десеткована на Пиринејима при пробоју у Француску. Чак је и француски краљ Филип III Храбри побегао испред Педра Арагонског и умро је у Перпињану. 
Педро III Арагонски је умро 2. новембра 1285. Уговором из Тараскона 1291. Арагон и службено припада Педрову наследнику Алфонсу III Арагонском, а црква укида забрану и екскомуникацију.

## Сицилија против Напуља и Арагона
Уговором из Тараскона окончао се рат са Арагоном. Арагон је наследио Алфонсо III Арагонски, који исто брзо умире, па Алфонсов брат Ђауме I Сицилијански уједињује два краљевства: Арагон и Сицилију. Ђауме I Сицилијански је потписао 1295. уговор у Анањију са папом, по коме Сицилију предаје папама. Папа предаје Сицилију Карлу II Напуљском. Сицилијанци и син Педра Арагонског Федерико III Сицилијански не прихватају тај договор. Сицилијанци проглашавају Федерика III Сицилијанског краљем. Поново избија рат арагонске Сицилије и анжујског Напуљског краљевства.
Уговор Ђаумеа I Сицилијански са папом обавезивао га је да помаже Анжујцима против свога брата Федерика III Сицилијанског. Арагонска флота је због тога нападала Сицилију. Федерико III Сицилијански је извршио инвазију Калабрије 1296. Заузео је неколико градова, потакао је побуну у Напуљу. Поред тога преговарао је са гибелинским градовима Тоскане и Ломбардије и потпомагао је побуне против папе.
Арагонски краљ Ђауме I Сицилијански је озбиљно намеравао да испуни свој део споразума из 1295. Добио је подршку најбољих и најспособнијих очевих људи, а посебно адмирала Руђера ди Лаурије. Командујући флотом уз помоћ адмирала 
Руђера ди Лаурије арагонски краљ побеђује 4. јула 1299. сицилијанску флоту у бици код рта Орландо. У то време Анжујци се искрцавају на Сицилији и заузимају Катанију, коју Сицилијанци успевају касније да поврате. Међутим 14. јуна 1300. Руђер де Љурија побећује Сицилијанце и заробљава Федерика III Сицилијанског.
По захтеву папе Карло III Валоа се искрцава 1302. на Сицилији. Куга му је десетковала војску, па је био принуђен да моли за мир.
Мир у Калтабелоти је склопљен 19. августа 1302. По томе мировном споразуму Федерико III Сицилијански је признат за краља Сицилије. Карло II Напуљски је признат као краљ Напуљске краљевине. Током 1303, папа је ратификовао тај споразум, а споразум је учвршћен удајом Карлове ћерке за Федерика III Сицилијанског.